# Onosma bilabiatum
Onosma bilabiatum är en strävbladig växtart som beskrevs av Pierre Edmond Boissier och Buhse. Onosma bilabiatum ingår i släktet Onosma och familjen strävbladiga växter. Inga underarter finns listade i Catalogue of Life.